# Meurtres dans le Jura
Pour plus de détails, voir Fiche technique et Distribution.
Meurtres dans le Jura est un téléfilm franco-belge de 2019, de la collection Meurtres à..., écrit par Laetitia Franceschini et Marie-Cécile Picquet, et réalisé par Éric Duret.
Ce téléfilm est une coproduction de Step By Step Productions, France Télévisions, Be-Films et la RTBF (télévision belge), avec la participation de la Radio télévision suisse (RTS).
Il a été diffusé pour la première fois en Suisse le 8 novembre 2019 sur RTS Un, en Belgique le 2 février 2020 sur La Une, et en France le 15 février 2020 sur France 3.

## Synopsis
Depuis qu'un village a été englouti pour construire un barrage, on raconte qu'un fantôme hante les rives du lac de Vouglans. On l'appelle « la dame blanche ». Le corps d'une guérisseuse, Rose Tournault, est retrouvé recouvert de pétales blancs. La légende refait surface. Il faut dire que la famille de Rose était l'une des seules favorables à la construction du barrage. La capitaine de gendarmerie, Anna Buisson, est chargée de l'enquête mais on lui adjoint Eymeric Massoni-Tournault, tout droit débarqué de Lyon. Il connaît bien la région et surtout la victime, qui était... sa grand-mère. Le passé de sa famille et d'autres familles est-il la clé de l'énigme ?

## Fiche technique[1]
- Réalisation : Éric Duret
- Première assistante réalisateur : Lorraine David-Pidoux
- Scénario : Laetitia Franceschini et Marie-Cécile Picquet
- Sociétés de production : Step by step Productions et France Télévisions
- Producteur : Jean-Baptiste Jouy
- Directrice de la production : Sophie Haulet-Dorange
- Musique : Axelle Renoir et Sathy Nguane
- Photo : Thierry Adam
- Son : Jean-Luc Verdier
- Décors : Audric Kaloustian
- Costumes : Magali Baret
- Pays d'origine :  France,  Belgique
- Langue originale : français
- Genre : policier
- Durée : 90 minutes
- Dates des premières diffusions :
  -  Suisse : 8 novembre 2019, sur RTS Un
  -  Belgique : 2 février 2020, sur La Une
  -  France : 15 février 2020, sur France 3

## Distribution[1]
- Sandrine Quétier : Anna Buisson, capitaine de Gendarmerie locale
- Pierre-Yves Bon : Eymeric Massoni-Tournault, capitaine de Gendarmerie, venu de Lyon
- Christian Charmetant : Joseph
- Marie Bunel : Jeanne Tournault, la mère d'Eymeric
- Annie Mercier : Marthe, la folle
- Guillaume Faure : Alex Prieur, plongeur sous-marin
- Élizabeth Bourgine : Laura Prieur, la mère d'Alex
- Sophie Duez : Sophie Buisson, la mère d'Anna
- Yves Arnault : Jean Prieur, le père d'Alex
- Juliet Lemonnier : Céline
- Charlotte Gaccio : Juliette
- Philippe Gougler : Roland Chevalier, le maire
- Laurent Giroud : Stéphane Perrin, le SDF
- Alexandre Massonnet : Lino
- Jacques Nourdin : Robert
- Jean-Pierre Hunot : Pierrot
- Jean-Michel Potiron : René, le pêcheur
- Claude Bel : Dédé, la mémoire du barrage
- Muriel Racine : Brigitte, patronne du bar
- Alain-Pierre Thilly : Michel
- Jucineia Souza de Oliveira : Touriste brésilienne
- Cesar Frade : Touriste brésilien
- Odette Perrod : Rose Tournault, guérisseuse, la victime
- Margot Jouy-Pollet : Anna Buisson, enfant

## Audience
- Audience :  France : 4,461 millions de téléspectateurs (première diffusion) (22,5 % de part d'audience)

## Tournage
Le téléfilm a été tourné du 5 juin au 4 juillet 2019, dans la région du lac de Vouglans, dans le Jura.
Le barrage que l'on voit est le barrage de Bimont près d'Aix en Provence.
L'usine électrique que l'on voit est celle de Porte-Sachet à Saint-Claude.

## Accueil critique
Si le magazine Moustique trouve « le pitch prometteur », il est plus sévère avec les acteurs : « il faut pouvoir faire avec Sandrine Quétier [...], très peu convaincante, ainsi que son second, le lieutenant Joseph (Christian Charmetant), pas persuasif pour un sou ».